# 別府鉄道野口線
野口線（のぐちせん）は、かつて兵庫県加古川市の野口駅から同市内の別府港駅を結んでいた別府鉄道の鉄道路線である。1984年（昭和59年）2月1日に廃線となった。 
別府港にある多木製肥所（現在の多木化学）で製造された化学肥料などを運ぶために1921年（大正10年）に開業した。1923年（大正12年）に鉄道省（後の日本国有鉄道）山陽本線と接続する土山線が開業すると貨物輸送の主体はそちらに移り、旅客営業主体の路線となった。

## 路線データ
- 路線距離（営業キロ）：野口 - 別府港間 3.7km（廃止時）、別府港 - 港口間 0.7km
- 軌間：1,067mm
- 駅数：6駅（起終点駅含む）
- 複線区間：なし（全線単線）
- 電化区間：なし（全線非電化）

## 運行形態
開業当時は全列車が播州鉄道（後の播丹鉄道）に直通し加古川駅に乗り入れていた。1日4往復であったという。土山線の開業で貨物は減少し、旅客主体の路線となった。1943年（昭和18年）の播丹鉄道が買収国有化されたことにより乗り入れは中止された。
戦後に路線が復活した際には、野口駅に渡り線が設置されなかったため貨物列車は設定されず、すべて内燃動車（気動車）による旅客列車であった。
1969年（昭和44年）12月時点では、1日10往復で所要11分。1984年（昭和59年）1月時点で、1日9往復の旅客列車が運行されていた。野口駅での高砂線の接続の待ち時間は、最大で1分程度だった。

## 車両
キハ2
1931年（昭和6年）に三岐鉄道のキハ5として日本車輌製造で製造された気動車。1965年（昭和40年）に別府鉄道に入線。1984年（昭和59年）の廃止時まで使用され、末期は残り少ないバケットカーとして注目された。現在は円長寺駅跡付近の公園に保存されている。一時期荒廃が進んでいたが、2013年（平成25年）からボランティア団体が中心となってクラウドファンディングによる全面的な修繕が行われた。
キハ3
1930年（昭和5年）に佐久鉄道のキホハニ56として日本車輌製造で製造された気動車。その後買収国有化を経て三岐鉄道キハ6となり、1959年（昭和34年）12月に別府鉄道に入線した。この車両もバケットカーとして注目され、廃止時まで使用された。現在はキホハニ56に復元のうえ、長野県佐久市の成知公園に保存されている。
キハ101
1934年（昭和9年）に国鉄キハ41057として川崎車輛で製造された気動車。その後同和鉱業片上鉄道事業所に移ってキハ301となり、片上鉄道時代に液体式ディーゼル動車に改造。1974年（昭和49年）に別府鉄道に入線した。廃止時まで使用され、加古川市内の中島公園に保存されていたが、2008年（平成20年）に解体された。

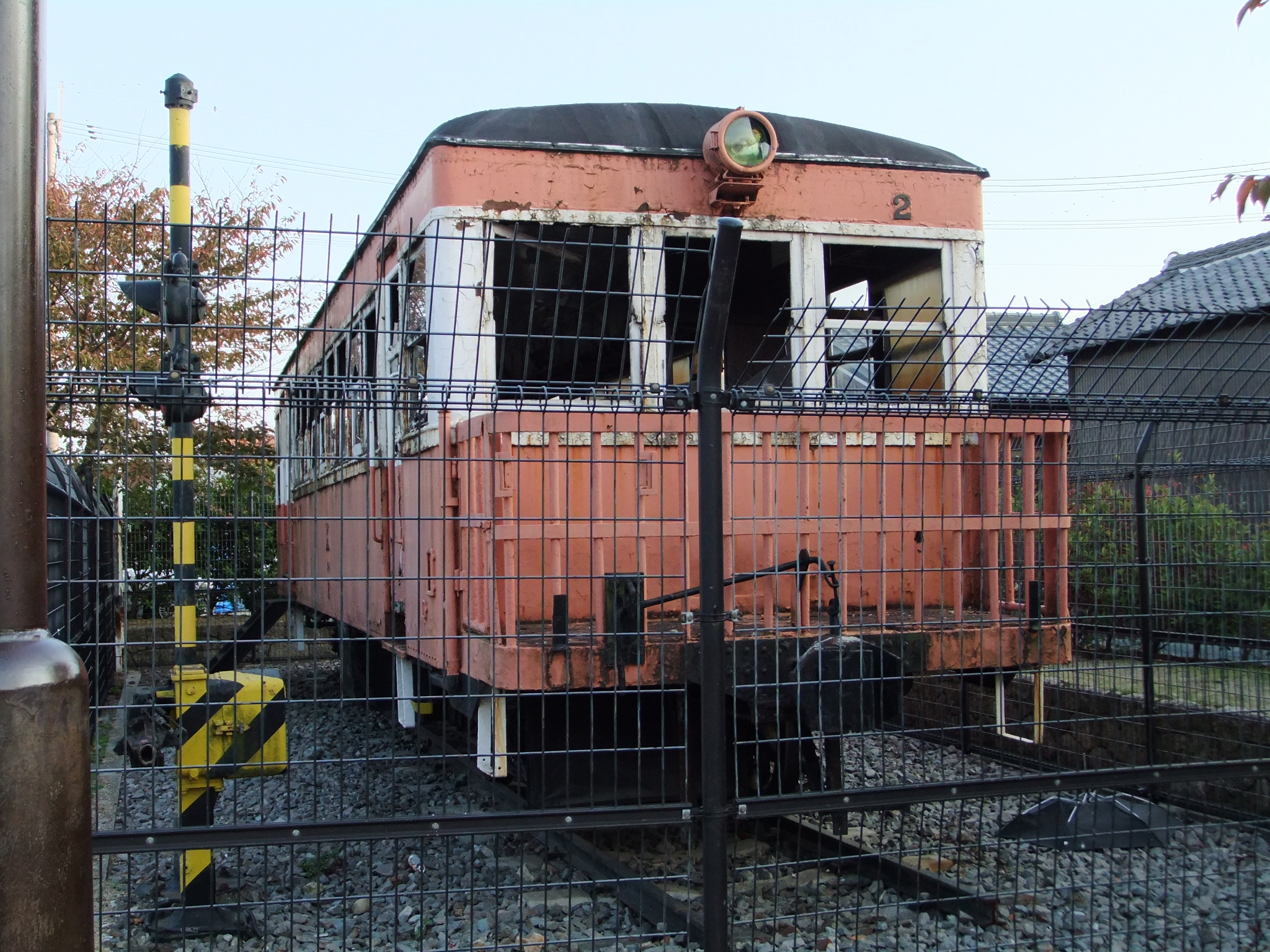
キハ2 円長寺公園
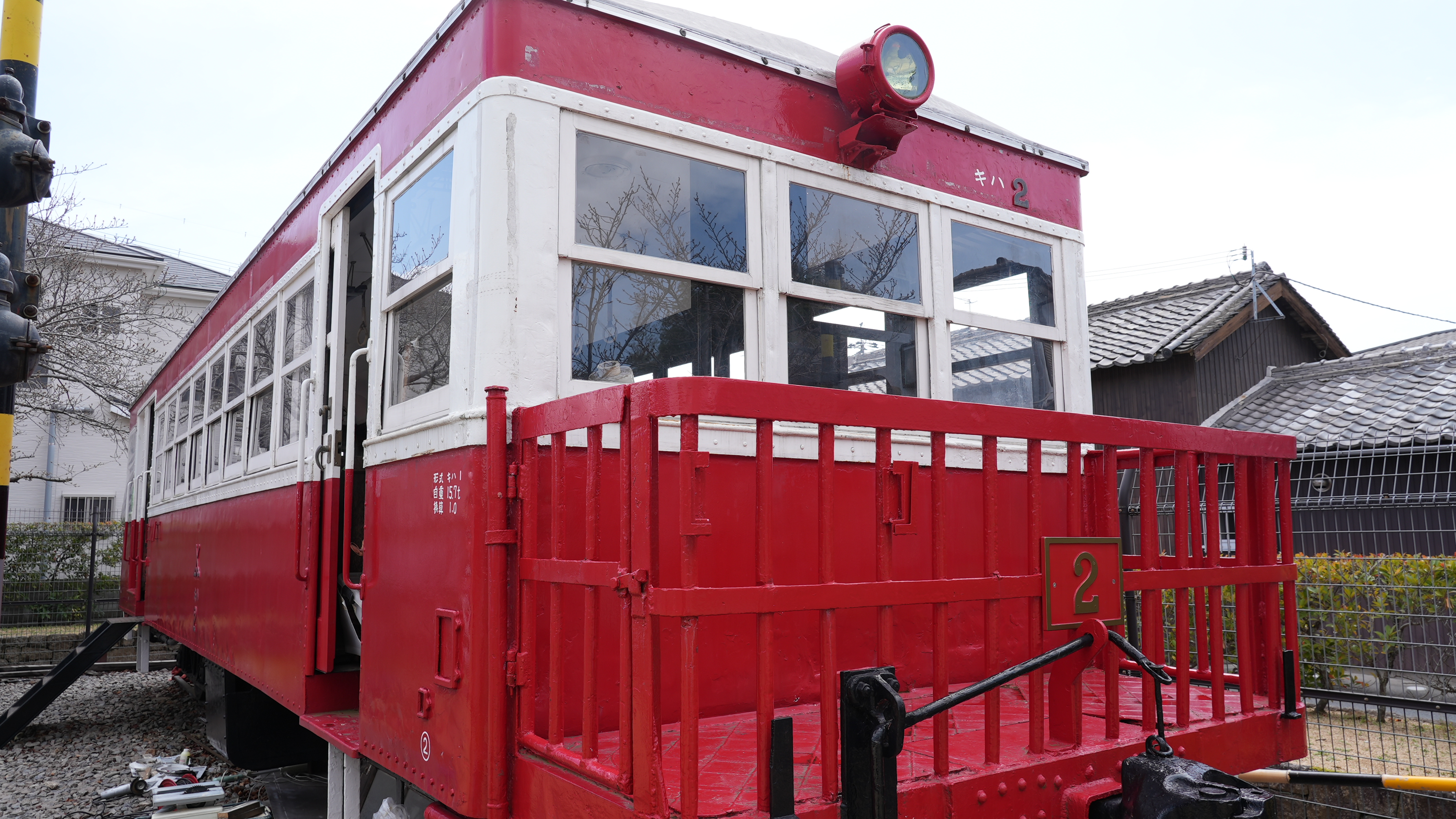
保存会によりきれいになったキハ2
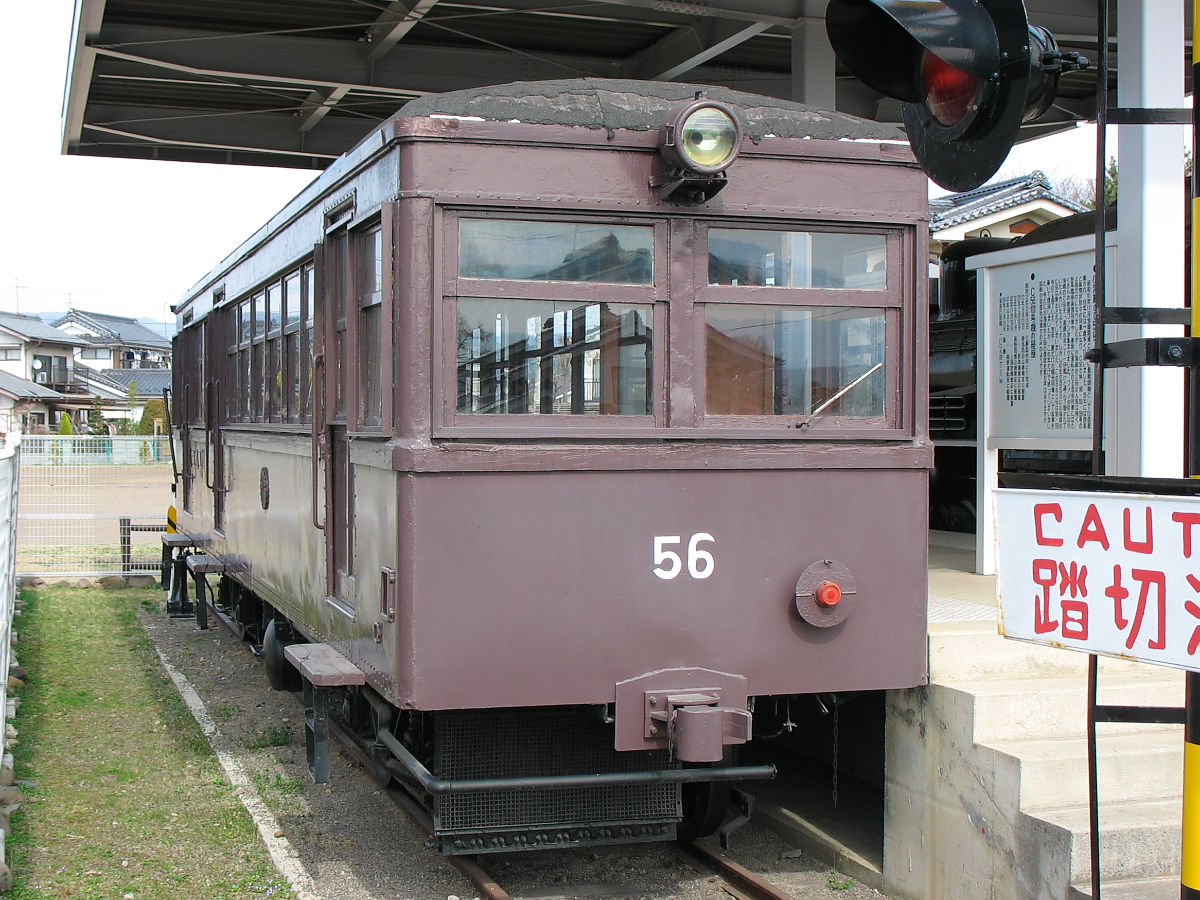
キハ3 佐久鉄道キホハニ56に復元保存されている。

## 歴史
- 1921年（大正10年）9月3日 - 別府軽便鉄道として野口 - 別府港 - 港口間 (2.7M) が開業（別府港 - 港口間は貨物線）
- 1926年（大正15年） - 別府港 - 港口間廃止
- 1932年（昭和7年）- 別府口駅、円長寺駅開設
- 1937年（昭和12年）10月23日 - 坂井駅開設
- 1945年（昭和20年）1月11日 - 不要不急線に指定され、資材供出のため全線休止
- 1946年（昭和21年）4月1日 - 別府鉄道に社名変更
- 1947年（昭和22年）5月22日 - 全線再開
- 1966年（昭和41年）9月1日 - 藤原製作所前駅開設
- 1984年（昭和59年）2月1日 - 全線廃止[1]（バス転換されず）

## 駅一覧
野口駅 - 藤原製作所前駅 - 円長寺駅 - 坂井駅 - 別府口駅 - 別府港駅 - 港口駅

## 接続路線
- 野口駅：日本国有鉄道高砂線
- 別府口駅：山陽電気鉄道本線（別府駅）
- 別府港駅：別府鉄道土山線

## 廃止後の状況
ほぼ全線にわたり道路化され、山陽電鉄との交差部付近から旧国鉄高砂線との合流部までは加古川市の遊歩道『松風こみち』として整備された。その際、遊歩道の脇には1970年に加古川市の市の木と決められたクロマツと、同じく1970年に加古川市の市の花と決められたツツジなどが植えられた。また、途中の駅跡は休憩所になっている。
一方、関西圏都市交通研究会は加古川・高砂LRTとして当路線の復活による野口 - 別府 - 土山のLRT敷設を提言している。